# Jul med Evie
Jul med Evie är ett julalbum från 1974 av Evie Tornquist-Karlsson.

## Låtlista
1. Stilla natt (Stille Nacht, heilige Nacht) (Franz Gruber, Oscar Mannström)
2. När juldagsmorgon glimmar (Wir hatten gebauet ein stattliches Haus) (trad.)
3. Less of Me (Glen Campbell)
4. Dejlig er den himmel blå (trad.)
5. Guds ängel kom till herdar i vall (trad.)
6. Jag drömmer om en jul hemma (White Christmas) (Irving Berlin, Karl-Lennart)
7. Jag är så glad var julekväll (Jeg er så glad vaer julekveld) (Peter Knutsen)
8. Gläns över sjö och strand (Alice Tegnér, Viktor Rydberg)
9. Brighten the Corner Where You Are (Charles Gabriel)
10. Nu tändas tusen juleljus (Emmy Köhler)